# Leucopternis melanops
Leucopternis melanops là một loài chim trong họ Accipitridae.